# Shoot The Girl First
Shoot the Girl First é uma banda de post-hardcore/metalcore formado em 2009 na Riviera Francesa. Suas letras descrevem o universo ao redor em que os integrantes vivem, seja positivo ou negativo e influenciado por experiências pessoais, a banda utiliza elementos eletrônicos em suas músicas. Em 2010 lançaram um demo homônimo e em 2011 um EP chamado They Have Clocks, We Have Time. Recentemente entram em estúdio para gravação de seu álbum.

## Membros
Atuais
- Alexander Sayti - vocal
- Félix Andreani - guitarra rítmica e vocal de apoio
- Max - guitarra rítmica
- Math - baixo
- Crystal - teclado e vocal de apoio
- Adri - bateria

Ex-Integrantes
- Orel - Programming
- Jesus Super Star - bateria
- Will - Guitarra
- Nathan McCloud - vocal

## Discografia
- Shoot the Girl First (2010, Demo)
- They Have Clocks, We Have Time (2011)
- Follow the Clouds (2013)
- I Confess (2016)